# 안드레스 파스트라나
안드레스 파스트라나 아랑고(스페인어: Andrés Pastrana Arango, 1954년 8월 17일~)는 콜롬비아의 제30대 대통령이다. 1998년부터 2002년까지 대통령을 지냈다..

## 일생
아버지가 대통령직을 맡던 시절, 파스트라나는 콜레지오 산 카를로스의 학생이었다. 그는 로사리오 대학에서 법학을 취득했다. 미국의 하버드 대학에서 법학을 취득한 그는 콜롬비아로 돌아왔다. 귀국 후 그는 방송사와 신문사를 창설하는 등 통신계 직업에 종사했다.

### 정계에 들어가다
1982년 정계에 들어갔다. 정계에 들어간 후 그는 콜롬비아의 마약 문제를 해결하기 위해 노력하고,  1991년 상원의원이 되었다.

### 납치
1988년 1월 18일 그는 마약 문제를 해결했다는 이유로 납치되었다.

### 대통령
1994년 대통령 선거에 출마했으나, 에르네스토 삼페르에게 패하였다. 하지만 파스트라나는 삼페르가 마약에 중독된 것을 강력하게 비난했다. 결국 1998년 삼페르는 물러났고, 파스트라나 자신은 당선되었다.

### 당선에서 사퇴까지
대통령이 된 후, 파스트라나는 FARC와 ELN의 협상을 이끌었으나 실패하였다.
2006년 사퇴했다.

## 역대 선거 결과
| 선거명      | 직책명            | 대수 | 정당            | 1차 득표율 | 1차 득표수  | 2차 득표율 | 2차 득표수  | 결과 | 당락                 |
| ----------- | ----------------- | ---- | --------------- | ---------- | ----------- | ---------- | ----------- | ---- | -------------------- |
| 1994년 선거 | 콜롬비아의 대통령 | 29대 | 콜롬비아 보수당 | 44.98%     | 2,604,771표 | 48.45%     | 3,576,781표 | 2위  | 낙선                 |
| 1998년 선거 | 콜롬비아의 대통령 | 30대 | 콜롬비아 보수당 | 34.37%     | 3,653,048표 | 50.34%     | 6,114,752표 | 1위  | 콜롬비아 대통령 당선 |